# Икарбус ИК-112ЛЕ
Икарбус ИК-112ЛЕ (LE - Low-Entry; енг. "ниски улаз") је градски соло аутобус са комбинованим ниским и средњим подом који производи српска фабрика аутобуса Икарбус из Земуна. Аутобус је произведен на основу сарадње Икарбуса са Немачком компанијом Мерцедес-Бенз. Основа је самоходна шасија Мерцедеса са мотором и мењачем, која је оригинално дугачка 7,3 метра, али је у Икарбусу продужена на 12. Аутобус је карактеристичан по томе што је у зони првих и других врата нископодан, док је у зони задњи врата средњоподан. Пошто је произведен у складу са свим стандардима компаније Мерцедес-Бенз, аутобус поред ознаке Икарбуса носи и ознаку Мерцедеса. 
Аутобус је у јавности презентован у присуству премијера Србије Александра Вучића и градоначелника Београда Синише Малог, као и немачког амбасадора Хајнца Вилхема. Премијер Вучић је свечано залепио знак Мерцедеса на аутобус и назвао га "нашим поносом и диком". Аутобус је у медијима погрешно представљан као "Први Српски Мерцедес", и поред вишедеценијске производње возила из Мерцедесовог програма у Прибојском ФАП-у. И поред велике медијске пажње, аутобус није продат на Београдском сајму аутомобиле 2014. године на ком је однео награду за најбоље комерцијално возило.
Тек након неколико месеци, у новембру прототип и сајамски примерак Икарбуса ИК-112ЛЕ купило је предузеће Arriva LITAS које га користи у јавном градском превозу у Београду.
У марту 2015. године ГСП Београд и Икарбус су потписали уговор о испоруци 30 аутобуса типа ИЛ-112ЛЕ том предузећу. Вредност уговора износи 5.549.964 Евра. Аутотранспортно предузеће Панчево је у мају исте године одлучуло да набави 12 Икарбуових ИК-112ЛЕ за цену од око 1.700.000 евра.

## Спецификације
Димензије:
- Дужина - 12100 mm
- Ширина - 2550 mm
- Висина - 3062 mm
- Висина (укључујући и клима уређај) - 3300 mm
- Међуосовинско растојање - 5880 mm
- Предњи препуст - 2750 mm
- Задњи препуст - 3470 mm
- Предњи прилазни угао - 7°
- Задњи прилазни угао - 7°
- Висина салона - mm
- Висина пода у зони врата - mm
- Пречник заокретања - 22000 mm

Маса
- Маса празног возила - 12420 kg
- Максимална дозвољена укупна маса - 17800 kg
- Технички прописана максимална носивост задње осовине 11500 kg
- Технички прописана максимална носивост предње осовине 6300 kg

Шасија:
- Mercedes-Benz OC 500LE 1830h

Мотор:
- Daimler AG OM 457 hLA. V/11
- Еуро 5
- Конструкција - 4-тактни дизел-мотор
- Максимална снага - 220 kW (300 КС)
- Уградња - хоризонтална

Трансмисија

- 6-степени, аутоматски мењач ZF 6 AP 1400B са интегрисаним успоривачем

Аутобус се нуди у распореду седишта 35+1 уз могуће другачије варијанте. Путничка седишта су пластична благо тапацирана са анти-вандал заштитом. Рукохвати су пластифицирани у хоризонталном положају - дуж целог аутобуса и вертикалном - од седишта. Основна варијанта има двоје двокрилних врата која се отварају ка унутра као и задња једнокрилна врата која се отварају ка споља. Командовање вратима је од стране возача, а у случају опасноти врата се могу отворити и споља и изнутра. Бочни прозори су лепљени изграђени од ојачаног сигурносног стакла са могућношћу отварања. Аутобуси су опремљени и системом за грејање, вентилацију и хлађење, спољашњим електронским информационим панелима, и термички су изоловани.